# (8647) Populus
(8647) Populus est un astéroïde de la ceinture principale.

## Description
(8647) Populus est un astéroïde de la ceinture principale. Il fut découvert le 2 septembre 1989 à l'observatoire de Haute-Provence par Eric Walter Elst. Il présente une orbite caractérisée par un demi-grand axe de 2,28 UA, une excentricité de 0,17 et une inclinaison de 3,9° par rapport à l'écliptique.